# Bitwa pod Beledweyne (2006)
Bitwa pod Beledweyne – starcie, pomiędzy wojskami Etiopii a siłami Unii Trybunałów Islamskich (UTI), które trwało od 24 grudnia do 25 grudnia 2006 roku. Bezpośrednią przyczyną walk była próba zajęcia miasta przez wojska etiopskie. Beledweyne leży 100 km na północ od Baidoa, miasta będącego siedzibą Tymczasowego Rządu Federalnego Somalii (obecne zajętego przez wojska UTI).

## Preludium bitwy
Interwencja wojsk etiopskich w rejonie była w dużej mierze spowodowana poczuciem zagrożenia Etiopii ze strony zyskujących znaczenie i siły islamistów, tym bardziej, iż Unia Trybunałów Islamskich otwarcie proklamowała ideę „Większej Somalii” przewidującej m.in. przyłączenie do Somali Ogadenu. Dodatkowym bodźcem była Erytrea, oskarżona o wspieranie materialnie islamistów, choć fakt ten nigdy nie został do końca udowodniony.
Jeszcze przed interwencją wojsk etiopskich w 2006 roku, miastem Beledweyne targały niepokoje. W czerwcu 2005 roku, walki między miejscowymi rodami Galje'el i Jajele w zachodniej części miasta trwały cztery dni, w wyniku czego 30 osób zmarło, 70 zostało rannych, a setki musiało opuścić swoje domy.
Między 9 sierpnia, a 16 sierpnia 2006 roku, wojska UTI pod dowództwem Yusufa Makaraana rozpoczęły zajmowane miasta. Po kilku dniach oporu ze strony mieszkańców, 13 sierpnia miasto opuścił dotychczasowy gubernator prowincji Hiiran, Yusuf Ahmed Hagar (znany także jako Yusuf Mohamud Hagar). Dnia 16 sierpnia, po krótkiej wymianie ognia, wojska UTI ostatecznie przejęły całe miasto.
We wrześniu UTI aresztowało na dwa dni Osmana Adana Areysa, dziennikarza Radia Simba, który próbował dowiedzieć się o sytuacji panującej w mieście.
W dniu 13 października, szejk Abdullahi Gurre, rzecznik ICU deklarował iż wojska Etiopii przekroczyły granice oraz że są w odległości 25 km od Beledweyne.
W 2006 roku Somalia został nawiedzona przez masywne powodzie. W wyniku powodzi w nocy z 10 na 11 listopada wysiedlonych zostało 60 000 osób z obszaru Beledweyne. W dniu 26 listopada, 200 kobiet protestowało w wyniku pogarszającej się sytuacji humanitarnej.
W dniu 8 grudnia, wybuchły protesty w Beledweyne przeciwko rezolucji Rady Bezpieczeństwa ONZ, wprowadzającej misje pokojową AMISOM.

## Przebieg bitwy
Walki wybuchły 24 grudnia 2006 roku. Dwunastu żołnierzy, zidentyfikowanych jako Etiopczycy, zostało pojmanych. Tego samego dnia osiem Etiopskich myśliwców zbombardowało miasto (także min. obszary mieszkalne), powodując protesty na ulicach. W międzyczasie etiopskie czołgi zajęły główną szosę, izolując miasto.
Siły Etiopskie przejęły kontrolę nad miastem 25 grudnia, po całodniowym bombardowaniu pozycji islamistów. Siły UTI wycofały się także z miasta Bulo-Barde.
Według doniesień Etiopskie czołgi ruszyły w kierunku miasta Jowhar. Siłom Etiopskim towarzyszył miejscowy „pan wojny” Mohamed Omar Habeb.
Po klęsce pod Beledweyne, przywódcy Unii Trybunałów Islamskich wzywali wojska Etiopii, do wycofania się z terytorium kraju.

## Następstwa
Po bitwie, do miasta powrócił Yusuf Daba-Ged, który ogłosił wyzwolenie miasta, w związku z czym legalnie można zażywać khat.
W dniu 1 stycznia 2007 roku, prezydent Somalii Abdullahi Yusuf Ahmed ogłosił nowego gubernatora dla regionu Hiiran. Nowym gubernatorem został Hussein Mohamud Moalim, a jego zastępcą Saleyman Ahmed Hilawle.
5 stycznia 2007, szejk Farah Moallim Mohamud, najwyższy rangą członek Unii Trybunałów Islamskich, został zatrzymany w pobliżu Beledweyne, a następnie zwolniony z powodu ogólnej amnestii oferowanej islamistom, którzy będą współpracować z Tymczasowym Rządem Federalnym.